# Philoponella hilaris
Philoponella hilaris es una especie de araña araneomorfa del género Philoponella, familia Uloboridae. Fue descrita científicamente por Simon en 1906.
Habita en India.